# Branchinecta gaini
Branchinecta gaini är en kräftdjursart som beskrevs av Daday 1910. Branchinecta gaini ingår i släktet Branchinecta och familjen Branchinectidae. Inga underarter finns listade.